# ジェヴォーダンの獣 (1967年の映画)
『ジェヴォーダンの獣』（La Bête du Gévaudan ）は、ジェヴォーダンの獣事件を映画化した1967年のフランスのテレビ映画。監督はイヴ・アンドレ・ヒューバート。

## 概要
フランスのテレビ映画複数の四季の恐怖を描く作品の一つである。映画はモノクロカラーで獣が人を襲う際のシーンはカメラ目線で描かれる。

## ストーリー
1764年。9歳のマドレーヌ・ギャレットが謎の獣に殺害されたのを皮切りに婦女子ばかり30人以上が殺害されるという事件が続発。村人らの調査からオオカミかクマか？はたまた魔物かと混乱する。そんな時猟師のジャン・シャステルが立ち上がる。

## キャスト
- ジャン・バイオレット：シャトーヌフ